# Hansjörg Eger

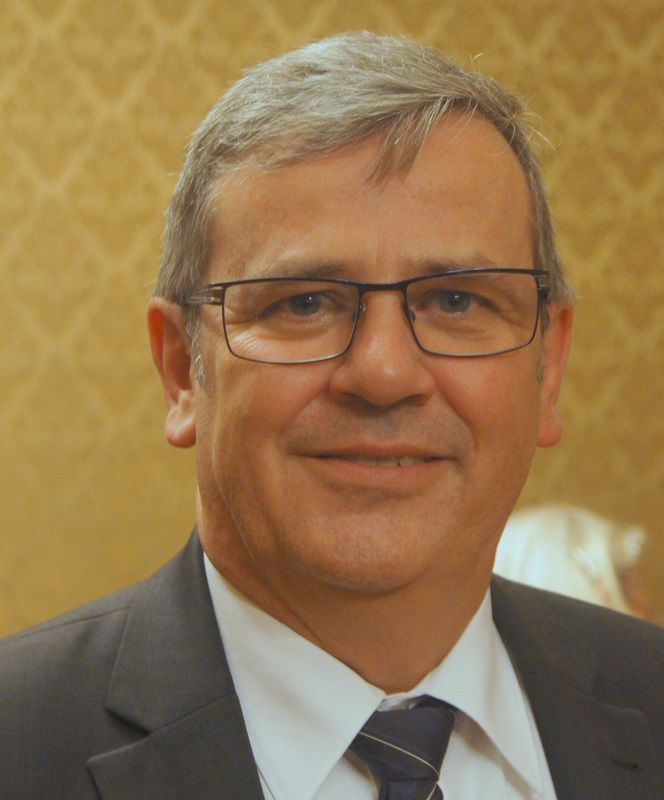
Hansjörg Eger (2018)

Hansjörg Eger (* 9. Januar 1964 in Speyer) ist ein deutscher Politiker (SPD, parteilos, CDU) und war von 2011 bis 2018 Oberbürgermeister der Stadt Speyer.

## Leben
Eger wurde im Januar 1964 als Sohn des Speyerer Historikers und Archivars Wolfgang Eger geboren. Nach dem Abitur im Jahr 1983 in Speyer studierte Eger Jura in Heidelberg und Edinburgh. 1990 legte er in Heidelberg das erste und 1994 das zweite juristische Staatsexamen ab. Im selben Jahr wurde er in einer Rechtsanwaltskanzlei angestellt, zwei Jahre später wurde er Partner. Im Jahr 2002 wurde er Fachanwalt für Arbeitsrecht. Hansjörg Eger ist verheiratet und hat einen Sohn.
Eger gehörte mehrere Jahre der SPD an, trat dort aber wieder aus. In Speyer engagierte er sich als stellvertretender Vorsitzender des Verkehrsvereins und als Präsident des Lions-Clubs. Bei der Kommunalwahl 2009 kandidierte Eger als Parteiloser auf der Liste der CDU und rückte im Februar 2010 in den Speyerer Stadtrat nach. Bei der Wahl zum Oberbürgermeister von Speyer im selben Jahr war er offizieller CDU-Kandidat. Unterstützt wurde er von der FDP und der Speyerer Wählergruppe. Eger setzte sich in der Stichwahl knapp mit 50,7 Prozent gegen den SPD-Kandidaten durch. Er trat sein Amt am 1. Januar 2011 an und wurde nach der Wahl auch Mitglied der CDU. Bei der Oberbürgermeisterwahl 2018 unterlag Eger gegen Stefanie Seiler (SPD), die Amtsübergabe erfolgte zum Jahreswechsel. Von Februar 2019 bis September 2023 war er als Fachanwalt für Arbeitsrecht für die Rechtsanwaltsgesellschaft PricewaterhouseCoopers Legal in Stuttgart beschäftigt. Seite Oktober 2023 ist er wieder als Rechtsanwalt und Fachanwalt für Arbeitsrecht in eigener Kanzlei in Speyer tätig.
Hansjörg Eger ist Mitglied im Kuratorium der Europäischen Stiftung Kaiserdom zu Speyer, dem Kuratorium der Diakonissen Speyer, der ÖDP-nahen Stiftung für Ökologie und Demokratie.